# Nazionale maschile di pallavolo della Slovenia
La nazionale maschile di pallavolo della Slovenia è una squadra europea composta dai migliori giocatori di pallavolo della Slovenia ed è posta sotto l'egida della Federazione pallavolistica della Slovenia.

## Rosa
Segue la rosa dei giocatori convocati per i Giochi della XXXIII Olimpiade.
| N° | Nome           | Ruolo | Data di nascita   | Squadra            |
| -- | -------------- | ----- | ----------------- | ------------------ |
| 1  | Tonček Štern   | O     | 14 novembre 1995  | Olympiakos         |
| 2  | Alen Pajenk    | C     | 23 aprile 1986    | Olympiakos         |
| 3  | Uroš Planinšič | P     | 9 maggio 1998     | Kamnik             |
| 4  | Jan Kozamernik | C     | 24 dicembre 1995  | Trentino           |
| 9  | Dejan Vinčić   | P     | 15 settembre 1986 | Rapid Bucarest     |
| 10 | Sašo Štalekar  | C     | 3 maggio 1996     | Charlottenburg     |
| 13 | Jani Kovačič   | L     | 14 giugno 1992    | ACH Volley         |
| 14 | Žiga Štern     | S     | 2 gennaio 1994    | Ślepsk Suwałki     |
| 16 | Gregor Ropret  | P     | 1º marzo 1989     | Sir Safety Perugia |
| 17 | Tine Urnaut    | S     | 3 settembre 1988  | JTEKT Stings       |
| 18 | Klemen Čebulj  | S     | 21 febbraio 1992  | Asseco Resovia     |
| 19 | Rok Možič      | S     | 17 gennaio 2002   | Verona             |
| 20 | Nik Mujanović  | O     | 14 ottobre 2004   | Milano             |

## Risultati

### Competizioni FIVB
| 1964 | non esistente   | -            |
| 1968 | non esistente   | -            |
| 1972 | non esistente   | -            |
| 1976 | non esistente   | -            |
| 1980 | non esistente   | -            |
| 1984 | non esistente   | -            |
| 1988 | non esistente   | -            |
| 1992 | non qualificata | -            |
| 1996 | non qualificata | -            |
| 2000 | non qualificata | -            |
| 2004 | non qualificata | -            |
| 2008 | non qualificata | -            |
| 2012 | non qualificata | -            |
| 2016 | non qualificata | -            |
| 2020 | non qualificata | -            |
| 2024 | 5º posto        | Convocazioni |

| 1949 | non esistente   | -            |
| 1952 | non esistente   | -            |
| 1956 | non esistente   | -            |
| 1960 | non esistente   | -            |
| 1962 | non esistente   | -            |
| 1966 | non esistente   | -            |
| 1970 | non esistente   | -            |
| 1974 | non esistente   | -            |
| 1978 | non esistente   | -            |
| 1982 | non esistente   | -            |
| 1986 | non esistente   | -            |
| 1990 | non esistente   | -            |
| 1994 | non qualificata | -            |
| 1998 | non qualificata | -            |
| 2002 | non qualificata | -            |
| 2006 | non qualificata | -            |
| 2010 | non qualificata | -            |
| 2014 | non qualificata | -            |
| 2018 | 12º posto       | Convocazioni |
| 2022 | 4º posto        | Convocazioni |

| 2018 | non qualificata | -            |
| 2019 | non qualificata | -            |
| 2021 | 4º posto        | Convocazioni |
| 2022 | 10º posto       | Convocazioni |
| 2023 | 7º posto        | Convocazioni |
| 2024 | 4º posto        | Convocazioni |
| 2025 | 4º posto        | Convocazioni |

| 1965 | non esistente   | -            |
| 1969 | non esistente   | -            |
| 1977 | non esistente   | -            |
| 1981 | non esistente   | -            |
| 1985 | non esistente   | -            |
| 1989 | non esistente   | -            |
| 1991 | non esistente   | -            |
| 1995 | non qualificata | -            |
| 1999 | non qualificata | -            |
| 2003 | non qualificata | -            |
| 2007 | non qualificata | -            |
| 2011 | non qualificata | -            |
| 2015 | non qualificata | -            |
| 2019 | non qualificata | -            |
| 2023 | 3º posto        | Convocazioni |

### Competizioni CEV
| 1948 | non esistente   | -            |
| 1950 | non esistente   | -            |
| 1951 | non esistente   | -            |
| 1955 | non esistente   | -            |
| 1958 | non esistente   | -            |
| 1963 | non esistente   | -            |
| 1967 | non esistente   | -            |
| 1971 | non esistente   | -            |
| 1975 | non esistente   | -            |
| 1977 | non esistente   | -            |
| 1979 | non esistente   | -            |
| 1981 | non esistente   | -            |
| 1983 | non esistente   | -            |
| 1985 | non esistente   | -            |
| 1987 | non esistente   | -            |
| 1989 | non esistente   | -            |
| 1991 | non esistente   | -            |
| 1993 | non qualificata | -            |
| 1995 | non qualificata | -            |
| 1997 | non qualificata | -            |
| 1999 | non qualificata | -            |
| 2001 | 12º posto       | Convocazioni |
| 2003 | non qualificata | -            |
| 2005 | non qualificata | -            |
| 2007 | 16º posto       | Convocazioni |
| 2009 | 5º posto        | Convocazioni |
| 2011 | 9º posto        | Convocazioni |
| 2013 | 13º posto       | Convocazioni |
| 2015 | 2º posto        | Convocazioni |
| 2017 | 8º posto        | Convocazioni |
| 2019 | 2º posto        | Convocazioni |
| 2021 | 2º posto        | Convocazioni |
| 2023 | 3º posto        | Convocazioni |

| 2004 | non qualificata | -            |
| 2005 | non qualificata | -            |
| 2006 | non qualificata | -            |
| 2007 | 4º posto        | Convocazioni |
| 2008 | non qualificata | -            |
| 2009 | non qualificata | -            |
| 2010 | non qualificata | -            |
| 2011 | 3º posto        | Convocazioni |
| 2012 | non qualificata | -            |
| 2013 | non qualificata | -            |
| 2014 | 3º posto        | Convocazioni |
| 2015 | 1º posto        | Convocazioni |
| 2016 | non qualificata | -            |
| 2017 | non qualificata | -            |
| 2018 | 12º posto       | Convocazioni |
| 2019 | non qualificata | -            |
| 2021 | non qualificata | -            |
| 2022 | non qualificata | -            |
| 2023 | non qualificata | -            |
| 2024 | non qualificata | -            |

### Competizioni estinte
| 1990 | non esistente   | -            |
| 1991 | non esistente   | -            |
| 1992 | non qualificata | -            |
| 1993 | non qualificata | -            |
| 1994 | non qualificata | -            |
| 1995 | non qualificata | -            |
| 1996 | non qualificata | -            |
| 1997 | non qualificata | -            |
| 1998 | non qualificata | -            |
| 1999 | non qualificata | -            |
| 2000 | non qualificata | -            |
| 2001 | non qualificata | -            |
| 2002 | non qualificata | -            |
| 2003 | non qualificata | -            |
| 2004 | non qualificata | -            |
| 2005 | non qualificata | -            |
| 2006 | non qualificata | -            |
| 2007 | non qualificata | -            |
| 2008 | non qualificata | -            |
| 2009 | non qualificata | -            |
| 2010 | non qualificata | -            |
| 2011 | non qualificata | -            |
| 2012 | non qualificata | -            |
| 2013 | non qualificata | -            |
| 2014 | non qualificata | -            |
| 2015 | non qualificata | -            |
| 2016 | 25º posto       | Convocazioni |
| 2017 | 13º posto       | Convocazioni |

| 2018 | non qualificata | -            |
| 2019 | 1º posto        | Convocazioni |
| 2022 | non qualificata | -            |
| 2023 | non qualificata | -            |
| 2024 | non qualificata | -            |